# Aleksej Alipov
Aleksej Aleksandrovitj Alipov (ryska: Алексей Александрович Алипов), född 7 augusti 1975 i Moskva, är en rysk sportskytt.
Han tävlade i olympiska spelen 2000, 2004, 2008, 2012 samt 2016 och blev olympisk guldmedaljör i trap vid sommarspelen 2004 i Aten.